# Năm ngón tay (phim truyền hình)
Năm ngón tay (tiếng Hàn: 다섯손가락; Romaja: Daseotsongarak) là một bộ phim truyền hình Hàn Quốc năm 2012 với sự tham gia của các diễn viên Joo Ji-hoon, Chae Shi-ra, Ji Chang-wook và Jin Se-yeon. Phim được phát sóng vào thứ Bảy và Chủ nhật hàng tuần trên SBS lúc 22:00, từ ngày 18 tháng 8 đến ngày 25 tháng 11 năm 2012, với tổng cộng 30 tập.

## Cốt truyện
Bốn tập đầu tiên của bộ phim kể về thời thơ ấu của hai anh em cùng cha khác mẹ, Yoo Ji-ho và Yoo In-ha. Yoo Ji-ho khi đó đã 12 tuổi vẫn sống với bà ngoại nuôi của mình mà không hay biết cha mẹ của cậu là ai. Một ngày nọ, trong một cơn giông bão, bà của cậu bị giết sau khi bị một chiếc ô tô màu đen bí ẩn cán qua. Sau đó, Yoo Ji-ho được một người được cho là cha ruột của mình, Yoo Man-se - CEO giàu có của công ty chuyên sản xuất piano Boo-sung, đưa vào gia đình của Yoo In-ha để nuôi dưỡng.
Yoo In-ha lúc đó 11 tuổi là con trai chính thống của chủ tịch Yoo Man-se và phu nhân Chae Yeong-rang. Cậu là một thần đồng piano đầy kiêu ngạo, luôn chiến thắng trong tất cả các cuộc thi piano mà mình tham gia. Sau khi cha cậu đưa con trai ngoài giá thú Yoo Ji-ho đến sinh sống cùng mình, Yoo In-ha bắt đầu cảm thấy vị trí của mình bị đe dọa vì Yoo Ji-ho có tiềm năng phát triển âm nhạc không kém gì cậu, nên luôn tỏ ra ganh ghét đố kỵ với anh trai.
Chae Yeong-rang, mẹ của Yoo In-Ha, buộc phải nhận Yoo Ji-ho là con trai mình. Bà vô cùng không hài lòng về điều này, đặc biệt là sau khi phát hiện ra rằng chồng có kế hoạch chuyển giao công ty cho Ji-ho, thay vì In-ha. Trong một lần cãi nhau với chồng, bà đã vô tình đẩy chồng ngã xuống đất khiến ông ấy bất tỉnh với vết thương nặng ở đầu. Thay vì cứu chồng, bà tìm cách bỏ trốn nhưng phát hiện ra ngôi nhà đang bị cháy do mẹ chồng cô vô ý gây ra do ngủ quên lúc thắp nến trên chiếc bánh sinh nhật. Đến khi tỉnh dậy và thấy đám cháy đã lớn, người mẹ chồng lao ra khỏi nhà, cầu xin một người bán hàng rong bị câm điếc giúp bà cứu con trai mình cùng hai đứa cháu nội.
Con gái của người bán hàng rong đó là bạn của cả Yoo Ji-ho và Yoo In-ha, tên là Hong Da-mi. Yoo Ji-ho đã dạy cho cô bé bản nhạc piano đầu tiên của cô ấy, trong khi Yoo In-ha dạy cô ấy những bài học piano chính thức.
Nhận thấy con trai In-ha vẫn còn ở trên lầu, Chae Yeong-rang vội chạy lên lầu dập lửa để cứu con mình. Bà đã vô tình cứu Yoo Ji-ho thay vì Yoo In-ha do trong lúc nguy cấp đã tưởng rằng Ji-ho là con trai ruột của mình, vì cậu ấy đang mặc bộ đồ ngủ hình con thỏ mà chính bà trước đó đã tặng cho Yoo In-ha. Sau khi nhận ra rằng mình đã cứu đứa con rơi của chồng, bà đã cố gắng vào lại tòa nhà để cứu In-ha nhưng bị lính cứu hỏa chặn lại.
Yoo In-ha bị thương nặng do trận hỏa hoạn, nhưng may mắn được người bán hàng rong khiếm khuyết cứu sống. Thật không may, người bán hàng đó đã chết sau khi một chiếc đèn chùm rơi xuống đầu anh ta trong nỗ lực giải cứu In-ha. Yoo In-ha phát hiện ra rằng các ngón tay của mình đã bị hủy hoại do lửa. Mẹ cậu yêu cầu bác sĩ phẫu thuật ghép da để In-ha có thể tiếp tục chơi piano. Sau cuộc phẫu thuật, Yoo In-ha phát hiện ra rằng ngón tay út của mình không thể cử động được nữa, khiến cậu vô cùng đau khổ. Giữa lúc tuyệt vọng, Yoo In-ha đã cố gắng tự tử bằng cách nhảy qua lan can của tòa nhà bệnh viện, nhưng được Yoo Ji-ho giải cứu kịp thời.
Chủ tịch Yoo Man-se qua đời sau vụ hỏa hoạn và Chae Yeong-rang bị tình nghi là hung thủ. Sau khi bị cảnh sát thẩm vấn, bà đã đổ lỗi cho người bán hàng rong gây ra vụ hỏa hoạn và cho rằng anh ta là một tên trộm đã giết chồng của mình để cướp tài sản. Do đó, gia đình của Hong Da-mi vì quá xấu hổ trước những lời thị phi của hàng xóm, đã buộc phải dọn đi nơi khác.
14 năm sau, Yoo Ji-ho và Yoo In-ha gặp lại Hong Da-mi, tranh giành tình yêu của cô. Ai sẽ thắng?

## Phân vai

### Vai chính
- Joo Ji-hoon vai Yoo Ji-ho,[1][2][3] con trai ngoài giá thú của chủ tịch tập đoàn Boo-sung, một người có tài năng piano xuất chúng, được cha tin tưởng trao lại quyền thừa kế công ty. Anh là một người giàu tình cảm, khiêm tốn và cao thượng, luôn yêu thương mẹ kế Yeong-rang và em trai In-ha bất chấp cả hai bọn họ đều căm ghét và tìm cách hãm hại anh.  
  - Kang Yi-seok vai Yoo Ji-ho hồi nhỏ
- Ji Chang-wook vai Yoo In-ha, em trai cùng cha khác mẹ của Ji-ho.[4] Khác với anh trai, anh là một thiếu gia ngạo mạn, ích kỷ và hay đố kỵ, luôn ganh ghét với Ji-ho không chỉ vì anh ta chơi piano giỏi hơn hay được cha trao quyền thừa kế, mà còn vì chiếm được tình yêu của Hong Da-mi - người con gái mà chính anh cũng đem lòng yêu mến. Vì thế, anh đã dùng mọi thủ đoạn để hạ bệ Ji-ho, nhằm đạt được mục đích riêng của mình. 
  - Kim Ji-hoon vai Yoo In-ha lúc nhỏ
- Chae Shi-ra vai Chae Yeong-rang, mẹ ruột của Yoo In-ha. Khác với chồng, bà luôn cưng chiều, bao bọc In-ha hết mực, luôn đứng về phía con trai ruột của mình trong mọi hoàn cảnh. Cũng giống như In-ha, bà rất căm ghét Ji-ho, nhưng luôn giả vờ là một người mẹ tốt để khiến Ji-ho không nghi ngờ gì, dù thực tế bà luôn đứng phía sau để giúp In-ha đánh bại anh.
- Jin Se-yeon vai Hong Da-mi,[5][6][7][8] bạn gái của Yoo Ji-ho. Là người tốt bụng và hiếu thảo, cô sẵn sàng bỏ cả việc học đại học âm nhạc để kiếm tiền nuôi gia đình. Cô cũng có niềm đam mê với piano, và đem lòng yêu Yoo Ji-ho do ngưỡng mộ tài năng và đức độ của anh. Tuy nhiên, do In-ha cũng yêu cô, điều này đã khiến cho quan hệ giữa Ji-ho và In-ha càng thêm rạn nứt.  
  - Kim Sung-kyung vai Hong Da-mi lúc nhỏ

### Vai phụ
- Jeon Mi-seon vai Song Nam-joo, mẹ của Da-mi. Bà có mối hận thù sâu sắc với Chae Yeong-rang do chính Yeong-rang đã đổ oan tội giết chủ tịch Yoo Man-se cho chồng của bà.
- Jung Eun-woo vai Hong Woo-jin, anh trai của Da-mi. Từng đặt mục tiêu tốt nghiệp Đại học Y, nhưng sau đó anh đã từ bỏ tất cả để theo đuổi mục tiêu trả thù Chae Yeong-rang giúp cha.
- Jeon Gook-hwan vai Ha Yoon-mo, một giáo sư âm nhạc có tiếng, từng dạy piano cho Yoo Ji-ho. Ông đánh giá rất cao cậu học trò và luôn muốn Ji-ho trở thành người thừa kế của mình.
- Lee Hae-in vai Jung So-yeol, con gái của giáo sư âm nhạc Ha Yoon-mo. Cô có tình cảm với Yoo Ji-ho.
- Jo Min-ki vai Yoo Man-se, cha của Ji-ho và In-ha, chủ tịch tập đoàn Boo-sung. Ông là một người cha nghiêm khắc nhưng rất yêu thương hai cậu con trai, đặc biệt là Yoo Ji-ho. Đêm trước khi qua đời, ông đã viết di chúc trao lại quyền thừa kế cho Ji-ho, nên đã bị bà vợ Yeong-rang hại chết trong trận hỏa hoạn.
- Na Moon-hee vai Min Ban-wol, bà nội của Ji-ho và In-ha, người có chứng mất trí nhớ rất nặng và sau trận hỏa hoạn thì mắc thêm bệnh tâm thần.
- Oh Dae-gyu vai Hong Soo-pyo, cha của Da-mi. Ông là một người bán hàng rong bị câm điếc, rất yêu thương gia đình và có quan hệ tốt với bà nội của Ji-ho, do bà hay lui tới ăn hàng rong của ông. Ông đã cứu sống Yoo In-ha trong trận hỏa hoạn, nhưng không may tử nạn ngày hôm đó. Tuy nhiên, Yeong-rang đã đổ tội giết Yoo Man-se cho ông nhằm đánh lạc hướng dư luận sau cái chết của chồng.
- Jeon No-min vai Kim Jung-wook, chủ tịch công ty xây dựng Geum-dan, người có tham vọng lật đổ tập đoàn Boo-sung. Ông là người yêu cũ của Chae Yeong-rang trước khi bà kết hôn với Yoo Man-se.
- Cha Hwa-yeon vai Na Gye-hwa, bà ngoại của Ji-ho và In-ha, mẹ kế của Yeong-rang. Bà thường xuyên tìm con gái mình để xin tiền tiêu vặt, về sau còn dọn sang ở cùng nhà, nhưng không được Yeong-rang đối đãi tử tể. Là người rất yêu thương Ji-ho, bà luôn biết rõ những thủ đoạn mà con gái Yeong-rang bày ra để hại cháu ngoại mình, nên nhiều lần giúp anh tìm ra chân tướng sự thật.
- Jang Hyun-sung vai Choi Seung-jae, luật sư của tập đoàn Boo-sung. Mặc dù luôn cố tỏ ra trung thành với Yeong-rang, trong thâm tâm của ông lại có âm mưu chiếm đoạt tập đoàn của bà.
- Jeong Jun-ha vai Louis Kang, chủ tiệm nhà hàng mì Ý mà Hong Da-mi làm việc.

## Tranh cãi
Tác giả của tiểu thuyết Blood Rhapsody cáo buộc bộ phim truyền hình này đã đạo lại nội dung của ông, nhưng nhà sản xuất đã phủ nhận.
Ham Eun-jung ban đầu được chọn vào vai nữ chính Hong Da-mi, và cô thậm chí đã xuất hiện trong các đoạn clip giới thiệu và cả áp phích quảng cáo, cũng như tham dự buổi họp báo của bộ phim. Nhưng do sức ép tiêu cực của dư luận bắt nguồn từ vụ xung đột nội bộ của nhóm nhạc T-ara mà Ham khi đó đang là thành viên, nhà sản xuất đã loại cô khỏi dự án làm phim và thay thế cô bằng Jin Se-yeon. Ham đã đệ đơn kiện các nhà sản xuất, và Hiệp hội Quản lý Giải trí Corea (CEMA) đã đưa ra lệnh tẩy chay đối với công ty sản xuất Yein E&M (nay là Jidam Inc.). Vào tháng 2 năm 2013, Yein E&M đã đưa ra lời xin lỗi chính thức vì đã sa thải Ham mà không báo trước.

## Xếp hạng
| Tập phim   | Ngày phát sóng       | Tỷ lệ khán giả trung bình | Tỷ lệ khán giả trung bình | Tỷ lệ khán giả trung bình | Tỷ lệ khán giả trung bình |
| Tập phim   | Ngày phát sóng       | TNmS                      | TNmS                      | AGB Nielsen               | AGB Nielsen               |
| Tập phim   | Ngày phát sóng       | Toàn quốc                 | Seoul                     | Toàn quốc                 | Seoul                     |
| ---------- | -------------------- | ------------------------- | ------------------------- | ------------------------- | ------------------------- |
| 1          | 18 tháng 8 năm 2012  | 12.1%                     | 13.4%                     | 11.2%                     | 12.5%                     |
| 2          | 19 tháng 8 năm 2012  | 13.4%                     | 16.3%                     | 12.7%                     | 14.2%                     |
| 3          | 25 tháng 8 năm 2012  | 15.0%                     | 17.4%                     | 14.1%                     | 15.3%                     |
| 4          | 26 tháng 8 năm 2012  | 13.8%                     | 15.7%                     | 14.0%                     | 14.9%                     |
| 5          | 1 tháng 9 năm 2012   | 13.3%                     | 15.1%                     | 13.7%                     | 14.3%                     |
| 6          | 2 tháng 9 năm 2012   | 11.3%                     | 12.4%                     | 11.8%                     | 12.8%                     |
| 7          | 8 tháng 9 năm 2012   | 10.7%                     | 11.6%                     | 10.8%                     | 11.0%                     |
| 8          | 9 tháng 9 năm 2012   | 9.4%                      | 10.7%                     | 10.5%                     | 11.3%                     |
| 9          | 15 tháng 9 năm 2012  | 10.1%                     | 11.2%                     | 10.4%                     | 10.5%                     |
| 10         | 16 tháng 9 năm 2012  | 9.8%                      | 9.7%                      | 9.2%                      | 9.6%                      |
| 11         | 22 tháng 9 năm 2012  | 10.9%                     | 11.9%                     | 11.7%                     | 12.6%                     |
| 12         | 23 tháng 9 năm 2012  | 10.5%                     | 11.6%                     | 10.0%                     | 10.2%                     |
| 13         | 29 tháng 9 năm 2012  | 10.6%                     | 12.2%                     | 8.9%                      | 9.4%                      |
| 14         | 29 tháng 9 năm 2012  | 9.8%                      | 10.9%                     | 8.5%                      | 8.9%                      |
| 15         | 6 tháng 10 năm 2012  | 10.1%                     | 11.3%                     | 10.2%                     | 10.5%                     |
| 16         | 7 tháng 10 năm 2012  | 9.6%                      | 10.9%                     | 8.4%                      | 8.8%                      |
| 17         | 13 tháng 10 năm 2012 | 9.4%                      | 10.4%                     | 10.1%                     | 10.4%                     |
| 18         | 14 tháng 10 năm 2012 | 10.1%                     | 12.1%                     | 9.3%                      | 9.4%                      |
| 19         | 20 tháng 10 năm 2012 | 10.3%                     | 11.4%                     | 11.3%                     | 12.1%                     |
| 20         | 21 tháng 10 năm 2012 | 9.7%                      | 10.9%                     | 10.8%                     | 11.0%                     |
| 21         | 27 tháng 10 năm 2012 | 11.9%                     | 12.6%                     | 11.4%                     | 11.9%                     |
| 22         | 28 tháng 10 năm 2012 | 11.8%                     | 12.7%                     | 10.9%                     | 11.7%                     |
| 23         | 3 tháng 11 năm 2012  | 11.4%                     | 12.6%                     | 12.6%                     | 13.7%                     |
| 24         | 4 tháng 11 năm 2012  | 12.6%                     | 14.1%                     | 13.0%                     | 13.2%                     |
| 25         | 10 tháng 11 năm 2012 | 13.7%                     | 16.0%                     | 13.5%                     | 14.1%                     |
| 26         | 11 tháng 11 năm 2012 | 13.3%                     | 14.7%                     | 13.5%                     | 14.3%                     |
| 27         | 17 tháng 11 năm 2012 | 11.8%                     | 13.2%                     | 12.6%                     | 13.0%                     |
| 28         | 18 tháng 11 năm 2012 | 11.5%                     | 11.9%                     | 12.3%                     | 12.7%                     |
| 29         | 24 tháng 11 năm 2012 | 12.0%                     | 12.4%                     | 12.5%                     | 13.3%                     |
| 30         | 25 tháng 11 năm 2012 | 11.3%                     | 12.3%                     | 11.4%                     | 11.6%                     |
| Trung bình | Trung bình           | 11.4%                     | 12.7%                     | 11.4%                     | 12.0%                     |

## Phát sóng quốc tế
- Bộ phim được phát sóng tại Nhật Bản trên TBS bắt đầu từ ngày 24 tháng 7 năm 2013.[21]
- Tại Việt Nam, phim được phát sóng trên kênh VTVCab7 D-Drama từ ngày 17 tháng 7 năm 2013.
- Tại Thái Lan, bộ phim được phát sóng trên 3SD trong mạng của Channel 3 với tựa đề ทำนองรักทำนองชีวิต (thảnxng rạk bỏxng chīwit; nghĩa đen: Nhịp điệu tình yêu, Nhịp điệu cuộc sống) bắt đầu từ ngày 28 tháng 6 năm 2016.[22]
- Bộ phim cũng được phát sóng vào năm 2013 tại Hồng Kông.